# アイアンテーラー
アイアンテーラー（英：Iron Tailor）は、日本の競走馬。主な勝ち鞍は2018年のクイーン賞。

## 経歴

### 2歳（2016年）
10月1日阪神ダート1800ｍの新馬戦に鞍上鮫島良太で出走。単勝オッズは6番人気に留まったが、レースでは先手を取って逃げ、そのまま上がり3ハロン最速タイの末脚で押し切って新馬勝ちを収めた。
次走の11月19日京都のもちのき賞（500万下）では3番人気に推され、離れた2番手から前を追走し直線半ばで先頭に立ったが、ゴール手前で後続集団に差され4着となった。
続く12月17日阪神の樅の木賞（500万下）では新馬戦と同じく逃げの手を打ったものの、5着に終わった。

### 3歳（2017年）
その後は約10カ月の休養を挟み、10月21日京都の500万下競走で復帰したが、ブービーの14着に敗退。
次走の11月19日福島の500万下競走には2番人気で出走したものの5着、続く12月9日中京の500万下競走でも6着となり、この年を終える。

### 4歳（2018年）
年明け初戦の1月6日京都の500万下競走では松山弘平に乗り替わり、終始先頭でレースを進めて2着に3馬身差を付けて快勝、1番人気に応えた。続く1月28日京都の1000万下競走でも昇級初戦ながら1番人気に推されたものの、直線では粘り切れず5着に敗れた。
3ヵ月ぶりのレースとなった4月21日京都の1000万下競走では2番手から競馬を進めたものの14着に惨敗し、次走5月20日京都の1000万下競走では9番人気まで支持を落としたが、レースでは再び先頭でレースを引っ張り、勝ち馬には離されたものの2着に入った。
その後は500万下条件に降格。浜中俊に乗り替わって出走した6月16日阪神の500万下競走では1番人気に推されると、2着に6馬身差を付けて逃げ切り勝ちを収めた。6番人気での出走となった次走7月14日中京のインディアT（1000万下）でも再び逃げ切って優勝した。
9月15日阪神のオークランドRCT（1600万下）では粘り切れず4着に終わったが、続く10月6日京都の平城京S（1600万下）では後続の追走をクビ差凌いで優勝し、オープン入りとなった。次走は初の重賞かつ初のJpnI挑戦となる11月4日京都のJBCレディスクラシックに出走し、最内枠から果敢にハナを奪って逃げたものの8着に終わった。
年内最終戦として12月12日船橋のクイーン賞に出走。交流重賞3勝のプリンシアコメータに次ぐ2番人気に推されるとここでも先手を取って逃げ、2着サルサディオーネに3馬身差を付けて快勝、重賞初制覇を飾った。

### 5歳（2019年）
この年の初戦として1月23日大井のTCK女王盃に出走し3番人気に推されたものの、最後の直線では手応えなく後退し、ブービーの12着に大敗した。続く4月17日船橋のマリーンカップは直前まで1番人気に推されていたオウケンビリーヴの競走除外により単勝オッズ1.7倍での出走となったが、最後の直線半ばで外からラーゴブルーに交わされて2着となった。
その後はエンプレス杯への出走を予定していたが、5月2日に放牧中の事故のため死亡した。

## 競走成績
以下の内容は、netkeiba.comの情報に基づく。
| 競走日     | 競馬場 | 競走名                | 格       | 距離（馬場）  | 頭 数 | 枠 番 | 馬 番 | オッズ （人気） | 着順 | タイム （上がり3F） | 着差 | 騎手      | 斤量 [kg] | 1着馬（2着馬）         | 馬体重 [kg] |
| ---------- | ------ | --------------------- | -------- | ------------- | ----- | ----- | ----- | --------------- | ---- | ------------------- | ---- | --------- | --------- | ---------------------- | ----------- |
| 2016.10.01 | 阪神   | 2歳新馬               |          | ダ1800m（稍） | 14    | 6     | 10    | 012.00（6人)    | 01着 | R1:52.8（38.1）     | -0.1 | 0鮫島良太 | 54        | （バングライオン）     | 460         |
| 0000.11.19 | 京都   | もちの木賞            | 500万下  | ダ1800m（重） | 11    | 7     | 8     | 005.60（3人)    | 04着 | R1:51.4（36.6）     | -0.1 | 0鮫島良太 | 54        | ブルベアバブーン       | 454         |
| 0000.12.17 | 阪神   | 樅の木賞              | 500万下  | ダ1800m（稍） | 11    | 8     | 10    | 008.20（4人)    | 05着 | R1:54.2（38.0）     | -0.4 | 0鮫島良太 | 54        | サンライズソア         | 452         |
| 2017.10.21 | 京都   | 3歳上500万下          |          | ダ1400m（不） | 16    | 8     | 15    | 015.80（7人)    | 14着 | R1:24.8（38.5）     | -1.3 | 0鮫島良太 | 53        | スマートダンディー     | 468         |
| 0000.11.19 | 福島   | 3歳上500万下          |          | ダ1700m（良） | 15    | 5     | 8     | 004.80（2人)    | 05着 | R1:47.3（39.9）     | -0.3 | 0鮫島良太 | 53        | ペイシャオブワキア     | 466         |
| 0000.12.09 | 中京   | 3歳上500万下          |          | ダ1800m（良） | 16    | 4     | 8     | 005.40（4人)    | 06着 | R1:54.7（39.2）     | -0.8 | 0鮫島良太 | 54        | クインアマランサス     | 478         |
| 2018.01.06 | 京都   | 4歳上500万下          |          | ダ1800m（良） | 16    | 3     | 6     | 003.40（1人)    | 01着 | R1:53.6（38.8）     | -0.5 | 0松山弘平 | 54        | （ワタシノロザリオ）   | 478         |
| 0000.01.28 | 京都   | 4歳上1000万下         |          | ダ1800m（稍） | 13    | 5     | 6     | 003.00（1人)    | 05着 | R1:55.1（40.7）     | -1.0 | 0松山弘平 | 54        | ベストセラーアスク     | 476         |
| 0000.04.21 | 京都   | 4歳上1000万下         |          | ダ1800m（良） | 16    | 7     | 13    | 015.50（7人)    | 14着 | R1:54.7（40.7）     | -1.9 | 0松山弘平 | 55        | ゼンノワスレガタミ     | 464         |
| 0000.05.20 | 京都   | 4歳上1000万下         |          | ダ1800m（良） | 15    | 5     | 9     | 030.50（9人)    | 02着 | R1:51.9（38.9）     | -1.0 | 0松山弘平 | 55        | ヘヴントゥナイト       | 470         |
| 0000.06.16 | 阪神   | 3歳上500万下          |          | ダ1800m（良） | 11    | 6     | 7     | 002.00（1人)    | 01着 | R1:53.4（39.4）     | -1.0 | 0浜中俊   | 55        | （エイシンムジカ）     | 470         |
| 0000.07.14 | 中京   | インディアT           | 1000万下 | ダ1900m（良） | 14    | 4     | 6     | 009.50（6人)    | 01着 | R1:57.7（38.3）     | -0.1 | 0浜中俊   | 53        | （ストーミーバローズ） | 466         |
| 0000.09.15 | 阪神   | オークランドRCT       | 1600万下 | ダ1800m（稍） | 10    | 1     | 1     | 004.50（2人)    | 04着 | R1:51.2（36.9）     | -0.5 | 0浜中俊   | 55        | チュウワウィザード     | 478         |
| 0000.10.06 | 京都   | 平城京S               | 1600万下 | ダ1800m（稍） | 13    | 4     | 4     | 005.90（4人)    | 01着 | R1:50.4（36.8）     | -0.0 | 0浜中俊   | 55        | （ファッショニスタ）   | 474         |
| 0000.11.04 | 京都   | JBCレディスクラシック | JpnI     | ダ1800m（良） | 16    | 1     | 1     | 015.60（7人)    | 08着 | R1:52.1（39.5）     | -1.7 | 0浜中俊   | 55        | アンジュデジール       | 480         |
| 0000.12.12 | 船橋   | クイーン賞            | JpnIII   | ダ1800m（不） | 11    | 6     | 7     | 002.50（2人)    | 01着 | R1:52.7（40.3）     | -0.7 | 0浜中俊   | 54        | （サルサディオーネ）   | 478         |
| 2019.01.23 | 大井   | TCK女王盃             | JpnIII   | ダ1800m（良） | 13    | 8     | 13    | 005.90（3人)    | 12着 | R1:57.2（42.3）     | -3.9 | 0浜中俊   | 55        | ビスカリア             | 468         |
| 0000.04.17 | 船橋   | マリーンC             | JpnIII   | ダ1600m（稍） | 7     | 7     | 7     | 001.70（1人)    | 02着 | R1:40.9（38.0）     | -0.3 | 0浜中俊   | 56        | ラーゴブルー           | 470         |

- タイム欄のRはレコード勝ちを示す。

## 血統表
| アイアンテーラーの血統          | アイアンテーラーの血統                               | アイアンテーラーの血統                              | （血統表の出典）                                    | （血統表の出典）  |
| 父系                            | ヘイロー系（サンデーサイレンス系）                   | ヘイロー系（サンデーサイレンス系）                  | ヘイロー系（サンデーサイレンス系）                  | [ § 2 ]           |
| 父 ゴールドアリュール 1999 栗毛 | 父の父*サンデーサイレンス Sunday Silence 1986 青鹿毛 | Halo                                                | Hail to Reason                                      | Hail to Reason    |
| 父 ゴールドアリュール 1999 栗毛 | 父の父*サンデーサイレンス Sunday Silence 1986 青鹿毛 | Halo                                                | Cosmah                                              |                   |
| 父 ゴールドアリュール 1999 栗毛 | 父の父*サンデーサイレンス Sunday Silence 1986 青鹿毛 | Wishing Well                                        | Understanding                                       | Understanding     |
| 父 ゴールドアリュール 1999 栗毛 | 父の父*サンデーサイレンス Sunday Silence 1986 青鹿毛 | Wishing Well                                        | Mountain Flower                                     |                   |
| 父 ゴールドアリュール 1999 栗毛 | 父の母*ニキーヤ Nikiya 1993 鹿毛                     | Nureyev                                             | Northern Dancer                                     | Northern Dancer   |
| 父 ゴールドアリュール 1999 栗毛 | 父の母*ニキーヤ Nikiya 1993 鹿毛                     | Nureyev                                             | Special                                             |                   |
| 父 ゴールドアリュール 1999 栗毛 | 父の母*ニキーヤ Nikiya 1993 鹿毛                     | Reluctant Guest                                     | Hostage                                             | Hostage           |
| 父 ゴールドアリュール 1999 栗毛 | 父の母*ニキーヤ Nikiya 1993 鹿毛                     | Reluctant Guest                                     | Vaguely Royal                                       |                   |
| 母 オータムブリーズ 1998 鹿毛   | 母の父ティンバーカントリー 1992 栗毛                 | Woodman                                             | Mr. Prospector                                      | Mr. Prospector    |
| 母 オータムブリーズ 1998 鹿毛   | 母の父ティンバーカントリー 1992 栗毛                 | Woodman                                             | *プレイメイト                                       |                   |
| 母 オータムブリーズ 1998 鹿毛   | 母の父ティンバーカントリー 1992 栗毛                 | Fall Aspen                                          | Pretense                                            | Pretense          |
| 母 オータムブリーズ 1998 鹿毛   | 母の父ティンバーカントリー 1992 栗毛                 | Fall Aspen                                          | Change Water                                        |                   |
| 母 オータムブリーズ 1998 鹿毛   | 母の母セプテンバーソング 1991 鹿毛                   | *リアルシャダイ                                     | Roberto                                             | Roberto           |
| 母 オータムブリーズ 1998 鹿毛   | 母の母セプテンバーソング 1991 鹿毛                   | *リアルシャダイ                                     | Desert Vixen                                        |                   |
| 母 オータムブリーズ 1998 鹿毛   | 母の母セプテンバーソング 1991 鹿毛                   | ダイナフェアリー                                    | *ノーザンテースト                                   | *ノーザンテースト |
| 母 オータムブリーズ 1998 鹿毛   | 母の母セプテンバーソング 1991 鹿毛                   | ダイナフェアリー                                    | ファンシーダイナ                                    |                   |
| 母系(F-No.)                     | ファンシミン系(FN:9-f)                               | ファンシミン系(FN:9-f)                              | ファンシミン系(FN:9-f)                              | [ § 3 ]           |
| 5代内の近親交配                 | Hail to Reason 4×5=9.38%、Northern Dancer 4×5=9.38%  | Hail to Reason 4×5=9.38%、Northern Dancer 4×5=9.38% | Hail to Reason 4×5=9.38%、Northern Dancer 4×5=9.38% | [ § 4 ]           |
| 出典                            | 1. 2. 3. 4.                                          | 1. 2. 3. 4.                                         | 1. 2. 3. 4.                                         | 1. 2. 3. 4.       |

- 半姉マエストラーレの仔に2018年JRA賞最優秀ダートホースのルヴァンスレーヴ、半姉チュウワブロッサムの仔に2019年のJBCクラシックに優勝したチュウワウィザードがいる。
- 社台グループの名牝系であるファンシミン系に属し、同じ牝系からはアドマイヤマックスやラインクラフト、ソングオブウインドなど活躍馬が多数輩出されている。